# Erwin Schmidt (Fußballspieler)
Erwin Schmidt (* 24. August 1929) war Fußballspieler bei Lok Stendal und beim SC Empor Rostock in der DDR-Oberliga.

## Sportlicher Werdegang
Erwin Schmidt spielte 1952/53 dreimal für Lok Stendal in der Oberliga. Danach gehörte er zu dem Kreis von Fußballspielern, die in den ersten Jahren nach der Gründung des SC Empor Rostock (11. November 1954), dem Vorläufer des FC Hansa Rostock, für eine Verstärkung der von Empor Lauter übernommenen Fußballmannschaft sorgten. Bis 1955 spielte Schmidt in der viertklassigen Bezirksliga Rostock für die BSG Motor Stralsund. Mit der Spielzeit 1956 stand Schmidt mit 26 Jahren im Aufgebot des SC Empor und gab am 4. Spieltag (8. April 1956) gegen den SC Turbine Erfurt  (1:1) sein Oberligadebüt. Wurde er in seiner ersten Saison noch als Ersatz für nicht einsatzbereite Spieler aufgeboten, so wurde er bereits ein Jahr später als rechter Verteidiger zum Stammspieler.
Sein erstes Jahr in Rostock endete mit einer Enttäuschung, da der SC Empor am Ende der Spielzeit als Tabellenletzter aus der Oberliga absteigen musste. Im darauffolgenden Jahr folgte der sofortige Wiederaufstieg, und Empor machte Furore im DDR-Fußballpokal. Die Rostocker besiegten im Viertel- und im Halbfinale mit Aktivist Brieske-Senftenberg und Vorwärts Berlin (Vorjahresfinalist) zwei Oberligisten und standen somit am 22. Dezember 1957 als Zweitligist im Pokalendspiel. Erst in der Verlängerung unterlag der SC Empor dem SC Lok Leipzig mit 1:2, Schmidt stand als rechter Verteidiger in den Reihen der Rostocker. Noch ein zweites Mal erreichte Schmidt mit seiner Mannschaft das Pokalfinale. Am 7. Oktober 1960 hieß der Gegner SC Motor Jena, und wieder unterlagen die Rostocker in der Verlängerung, diesmal mit 2:3, und wieder mit Erwin Schmidt auf der rechten Verteidigerseite.
Am Beginn der Mammutsaison 1961/62, in der wegen der Umstellung vom Kalenderjahr- auf den Herbst-Frühjahr-Rhythmus 39 Punktspiele absolviert werden mussten, war Schmidt 31 Jahre alt und hatte seinen Leistungszenit überschritten. Er spielte in dieser Saison noch einmal 12 Oberligabegegnungen für den SC Empor Rostock und beendete danach seine Karriere als Hochleistungssportler.
| Rostocker Laufbahn in Zahlen                                                                  |
| --------------------------------------------------------------------------------------------- |
| - 97(100) Spiele in der DDR-Oberliga - 26 Spiele in der I. DDR-Liga - 18 Spiele im FDGB-Pokal |